# Harm Habing
Harm Jan Habing (Tubbergen, 31 oktober 1937) is een Nederlands astronoom en hoogleraar astrofysica aan de Universiteit Leiden.

## Carrière
Habing studeerde aan de Universiteit Groningen, eerst scheikunde en natuurkunde, waarna hij overstapte naar de sterrenkunde. Hij promoveerde in 1968 in Groningen bij Stuart Robert Pottasch en Hendrik Christoffel van de Hulst op een proefschrift met de titel Studies of physical conditions in HI regions.
In 1971 werd Habing benoemd tot lector in de astrofysica aan de Universiteit Leiden en in 1979 volgde de benoeming tot gewoon hoogleraar. Hij was directeur van de Sterrewacht Leiden in de jaren '80 en '90. Sinds 2003 is hij emeritus-hoogleraar.
Enkele promovendi van Habing zijn Ewine van Dishoeck, Xander Tielens, Peter Jenniskens en Huib Jan van Langevelde.
Habing was hoofdredacteur van Astronomy and Astrophysics van 1996 tot 2002.

## Onderzoek
Habing is bekend van zijn onderzoek in 1968 naar het ver-ultraviolette (tussen 91 en 240 nanometer) stralingsveld in de ruimte tussen de sterren. 
Later op de Sterrewacht Leiden richtte zijn belangstelling zich onder andere op het gebied van masers, late stadia van sterevolutie (zoals OH/IR-sterren), en stervorming.
Habing was principal investigator van de Infrarood Astronomische Satelliet (IRAS), die in 1983 gelanceerd werd en vele ontdekkingen mogelijk gemaakt heeft op het gebied van de infraroodastronomie.
Na zijn emeritaat heeft Habing enkele boeken, onder andere over de geschiedenis van de astronomie geschreven.

## Genoemd naar Habing
- Habingveld (Habing field), een maat voor het interstellaire stralingsveld[2]
- Planetoïde (5037) Habing[3]

In 1988 ontving Habing de Gilles Holstprijs.